# Український кінематограф доби УНР
Український кінематограф доби УНР характеризується зародженням проукраїнської кіноіндустрії в період незалежності України в часи УНР.
В 1917 році проголошено незалежність України та утворення УНР зі столицею у Києві, але УНР проіснувало лише до 1921 року. Через буремність тих часів не вся територія Наддніпрянської України контролювалася УНР. У 1917—1921 роки частина території України контролювалася проукраїнськими силами УНР, частина проросійськими силами царських білогвардійців, а частина червоноармійською армією Радянської імперії. Український кінематограф 1917—1921 років можна поділити на три частини: кінематограф російських кіномитців, що залишилися в Україні після падіння Російської імперії (1917—1919 роки), кінематограф УРСР (1919—1921 роки) та кінематограф УНР (1917—1921 роки).
В 1919 році УНР втрачає контроль над частиною Наддніпрянської України й ці землі окуповує Радянська імперія проголосивши утворення УРСР. Незабаром кіновиробництво в УНР починає швидко занепадати й фактично повністю зупиняється у період 1919—1921 років.

## Державна політика України в галузі кінематографії
Українфільм стала першим українським державним органом в галузі кіно. У серпні 1918 року після проголошення незалежності України та утворення УНР на чолі з Павлом Скоропадським з'являється указ Скоропадського про українізацію кіно. На виконання цього указу була створено перша українська державна організація в галузі кіно — кінокомпанія «Українфільм». У часи окупації України Радянською імперією факт існування студії «Українфільм» у 1918—1919 роках приховувався, а українські кіноісторики вперше дізналися більше про неї лише після проголошення незалежності України в 1991 році та відкриття доступу до закритих архівів.
Згідно з доповідною запискою написаною у 1918 році та адресованою Головному управлінні у справах мистецтв і національної культури Української Держави Товариство «Українфільм», що заклалося у Києві, мало на меті «широке виробництво та розповсюдження ідейних та національних фільмів, головним чином патріотичного та історично-героїчного напрямків».
На базі «Українфільм» почали розроблятися постановки фільмів «Брехня», «Чорна пантера» за Володимиром Винниченком, а також «Вітер з півночі», «Кармелюк», «Чорна рада». Внаслідок недовготривалості існування УНР, «Українфільм» проіснував лише рік з серпня 1918 по серпень 1919 рік. Достеменно невідомо чи на студії завершили виробництво вже розпочатих фільмів та чи вийшов хоч якийсь з них в прокат в УНР, але за припущеннями Романа Масляка, «беручи до уваги що в цей період фільми продукувалися за досить таки короткий термін, то цілком можливо що товариство ті розпочаті фільми все ж випустило.» Частково припущення Росляка підтверджують повідомлення в тогочасній пресі; так, наприклад, в газеті «Українська Ставка» у грудні 1919 говорилося про показ стрічки «Українфільм» під назвою «В'їзд Директорії» з 30 грудня 1919 року у кінотеатрі Шанцера на Хрещатику, 25.
Після анексії України Радянським союзом та падіння уряду УНР, приміщення кіностудії було силоміць передано Дніпросоюзу.

## Список фільмів, знятих в УНР
У радянській пресі дуже поверхнево згадується перелік фільмів кіностудії «Українфільма». Згідно з покажчиком статей у журналі «Кіно», за весь час існування журналу там було дві статті де згадувлась студія «Українфільма»: від кінокритиків Миколи Ушакового та Л. Дефо. У своєму огляді кінофільмів та кінопреси 1918 року в Києві, кінокритик Микола Ушаков згадує лише фільм «Чорна пантера» за Винниченком (без згадки що його зняли на Українафільма). А у своєму огляді кінопромисловості «Гетьманату» Л. Дефо згадує лише логотипи «Українфільму».
Всього за період існування УНР було створено більше 80 фільмів. Кіновиробництво у 1917—1921 роках на території України цього періоду поділяється на три типи: 1) проросійські-царські кіно-агітки російських кіномитців створені російськими кіностудіями що фізично розташовувалися на території України в Києві, Одесі та Харкові; 2) прорадянські кіно-агітки створені радянськими кіностудіями що фізично розташовувалися на території України в Києві, Одесі та Харкові; та 3) проукраїнські фільми створені українською кіностудією «Українфільм», що розташовувалося в Києві, підконтрольному УНР.

### Список деяких неігрових фільмів
З 1917 по 1921 рік в Україні було знято 27 хронікальних фільмів та сюжетів кінохроніки.
- 1917 — «Проголошення незалежності України», «Українфільм» (Київ)
- 1918 — «Київ звільнений», «Українфільм» (Київ)
- 1918 — «Мирна конференція між Україною та Росією», Степан Семак, «Українфільм» (Київ)
- 1918 — «Міністр військ М. Грушевський», «Українфільм» (Київ)
- 1918 — «Резиденція гетьмана», «Українфільм» (Київ)
- 1918 — «Український комендант Ровінський», «Українфільм» (Київ)
- 1919 — «В'їзд Директорії», «Українфільм» (Київ)

### Список деяких ігрових фільмів
| Назва              | Режисер                | Рік  | Назва кіностудії     |
| ------------------ | ---------------------- | ---- | -------------------- |
| Віра Чеберяк       |                        | 1917 |                      |
| Брехня             | Сигізмунд Веселовський | 1918 | «Українфільм» (Київ) |
| Вітер з півночі    | невідомо               | 1918 | «Українфільм» (Київ) |
| Розбійник Кармелюк | Яків Яцовський         | 1918 | «Українфільм» (Київ) |
| Чорна пантера      | Сигізмунд Веселовський | 1918 | «Українфільм» (Київ) |
| Чорна рада         | невідомо               | 1918 | «Українфільм» (Київ) |